# آرتوناک
آرتوناک (به فرانسوی: Arthenac) یک کمون در فرانسه است که در canton of Archiac واقع شده‌است. آرتوناک ۱۲٫۶۶ کیلومتر مربع مساحت دارد ۷۲ متر بالاتر از سطح دریا واقع شده‌است.